# اوروچی (فیلم)
اوروچی (انگلیسی: Orochi) یک فیلم به کارگردانی فوتاگاوا بونتارو است که در سال ۱۹۲۵ منتشر شد. از بازیگران آن می‌توان به باندو تسوماسابورو اشاره کرد.